# Arsenurinae
Los arsenurinos (Arsenurinae) son una subfamilia lepidópteros ditrisios de la familia Saturniidae.

## Géneros
- Almeidaia
- Anuropteryx
- Arsenura
- Caio
- Copiopteryx
- Dysdaemonia
- Grammopelta
- Loxolomia
- Paradaemonia
- Rhescyntis
- Titaea[2]